# Winfried Klepsch
Winfried Klepsch (República Federal Alemana, 22 de mayo de 1956) es un atleta alemán retirado especializado en la prueba de salto de longitud, en la que consiguió ser campeón europeo en pista cubierta en 1980.

## Carrera deportiva
En el Campeonato Europeo de Atletismo en Pista Cubierta de 1980 ganó la medalla de oro en el salto de longitud, con un salto de 7.98 metros, por delante del yugoslavo Nenad Stekić (plata con 7.91 metros) y el polaco Stanisław Jaskułka.